# Grafschaft Weilnau

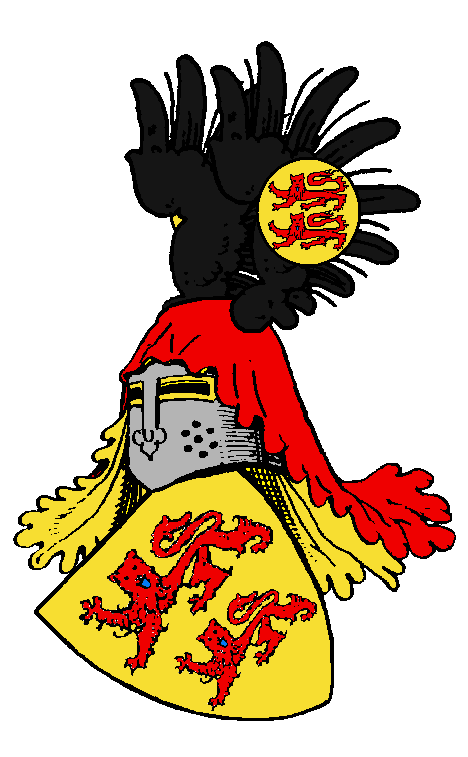
Wappen der Grafen von Weilnau

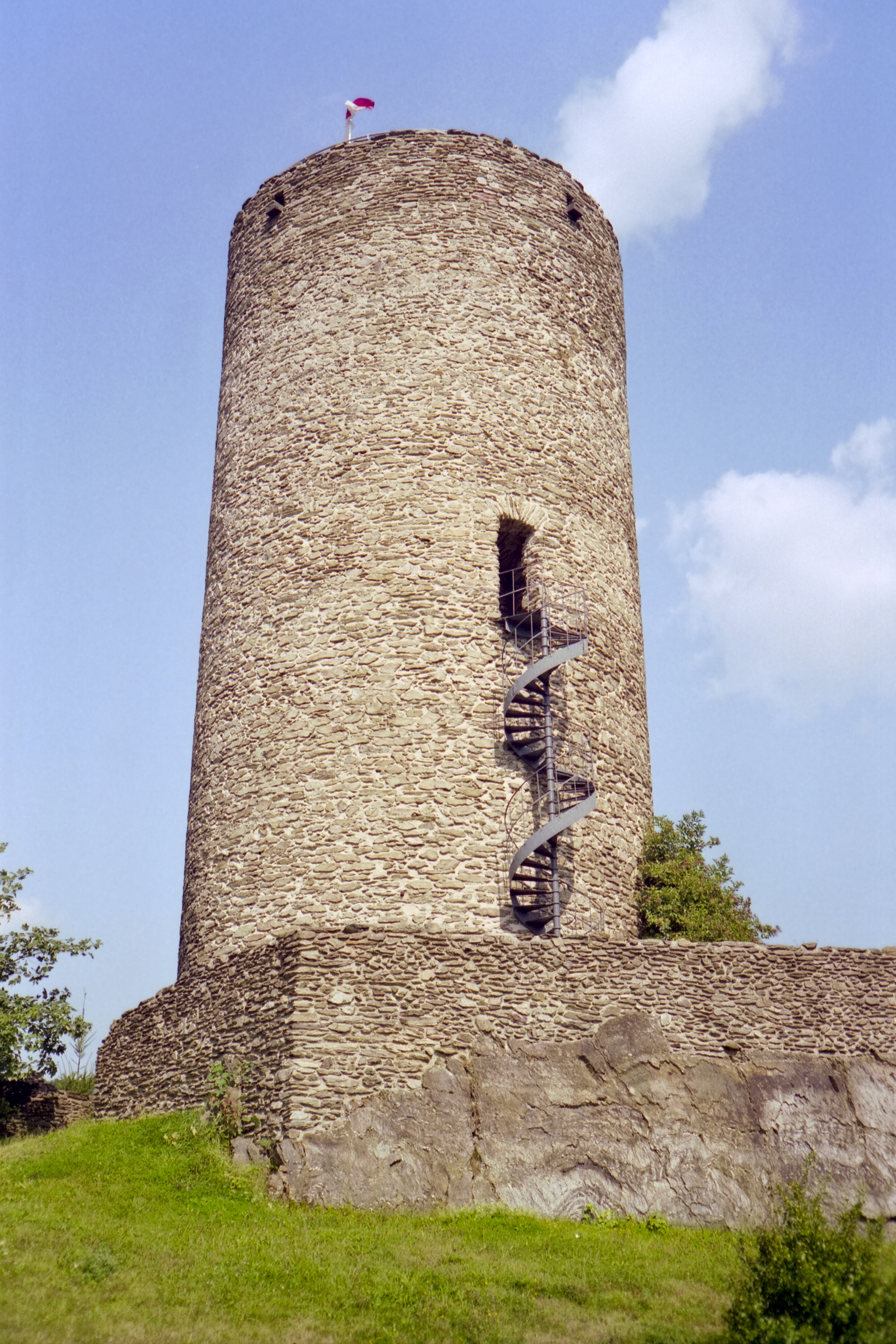
Bergfried der Burgruine Altweilnau

Die Grafschaft Weilnau entstand in der ersten Hälfte des 13. Jahrhunderts durch die Abspaltung einer Nebenlinie der Grafen von Diez, die auf der 1208 erstmals erwähnten Burg Altweilnau ihren Sitz nahm und sich in der Folge Grafen von Weilnau nannte.

## Ursprung und Aufstieg
Heinrich II. von Diez begleitete Kaiser Friedrich Barbarossa auf dessen Italienzügen und war dort an diplomatischen Verhandlungen beteiligt. Als Barbarossa am 11. Mai 1189 von Regensburg aus zu einem zweiten deutschen Kreuzzug aufbrach war er an seiner Seite. Er sah allerdings Jerusalem nicht denn er verstarb noch im gleichen Jahr.
Die Söhne Gerhard und Heinrich, Grafen von Diez und treue Vasallen von König Philipp, tauschten am 15. Januar 1207 ihr mainzisches Lehen, die Vogtei von Castell, gegen Reichsland im Weiltal und Hintertaunus. Dort errichteten sie die Burg (Alt-)Weilnau, die sich in den Sicherungsring von staufischen Festungen um die fruchtbare Wetterau einfügte. Diese war staufisches Einflussgebiet und in der Zeit des staufisch-welfischen Gegensatzes im Reich besonders abgesichert. In einer Urkunde vom 14. September 1208 unterzeichnet „Gerardi Comiti de Wilnawe“ und nannte sich künftig Gerhard von Diez „Graf von Weilnau“. Die Burg besaß wahrscheinlich eine Güter- und Titeltrennung, die allerdings erst 1249–1282 während der Herrschaft von Heinrich I. von Weilnau beurkundet ist. Mit ihm beginnt in den geschichtlichen Quellen die Unterscheidung der älteren Diezer von der jüngeren Weilnauer Linie des Grafenhauses.

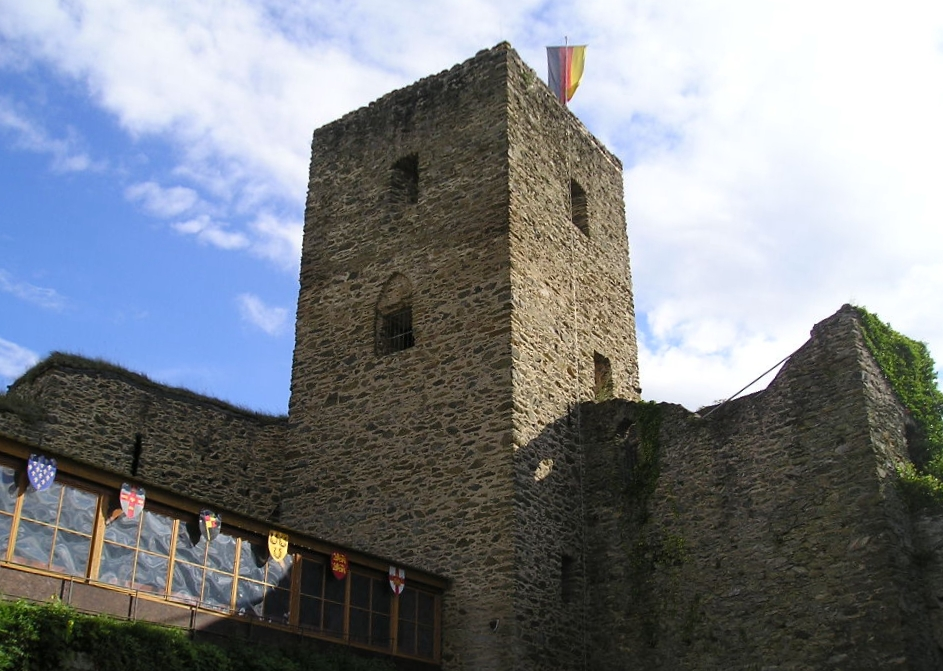
Bergfried von Burg Freienfels

Heinrich IV. von Diez, der Sohn Heinrichs III. residierte von 1249 bis 1294 in Weilnau-Altweilnau unter dem Namen „Heinrich de Dietse“ (von Diez) und „Heinrich de Wilname“ (von Weilnau). Seitdem unterscheiden die Quellen eine ältere Diezer Linie und eine jüngere Weilnauer Linie des Grafenhauses. Sein Sohn Heinrich I. von Diez-Birstein, Graf von Weilnau bekleidete 1252 das Amt eines „imperalis aule marescalcus“ (Hofmarschall) des Mainzer Erzbischof Werner von Eppstein. Als solcher reiste er in dessen Gefolge 1261 zur Krönung Ottokar II. Přemysl zum König von Böhmen nach Prag. Als sein Vertrauensmann war er häufig als Zeugen und Schiedsrichter eingesetzt; er stand König Wilhelm von Holland sehr nahe. Mit ihm erreichte die Weilnauer Linie auch bereits ihren Höhepunkt. Unter Heinrich I. oder seinem Nachfolger wurde vermutlich die Burg Freienfels errichtet, mit der die Weilnauer ihr Gebiet nach Norden gegen das expandierende Haus Nassau sichern wollten.

## Trennung von Diez

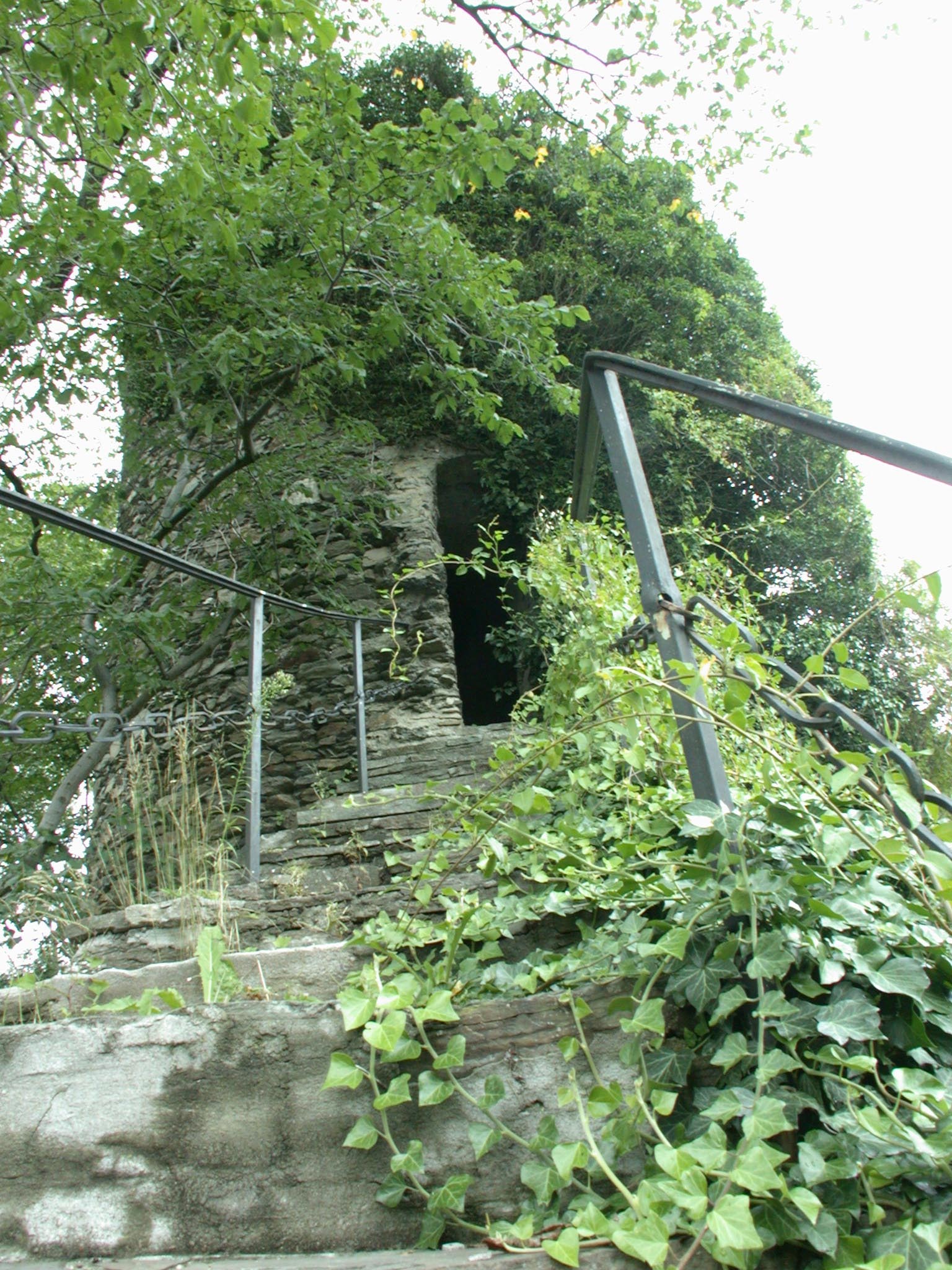
Ein Turmstumpf ist einer der wenigen Überbleibsel der ursprünglichen Burg Neuweilnau

Vier von Heinrichs Söhnen erlangten bedeutende geistliche Ämter; so war Heinrich von Weilnau von 1288 bis 1313 Fürstabt des Klosters Fulda. Der Stammhalter jedoch, Gerhard von Weilnau, verschuldete sich und den mit der Diezer Verwandtschaft gemeinschaftlichen Familienbesitz, und sein Sohn Heinrich II. tätigte weitere Verkäufe aus weilnauischem Besitz. Um einen weiteren Ausverkauf des Familienvermögens zu verhindern, ließ die Diezer Hauptlinie, durch Graf Gerhard IV. von Diez, 1302 die Besitzanteile vertraglich festlegen. Die Herrschaft Weilnau wurde in Alt- und Neu-Weilnau aufgeteilt. Damit trennten sich die beiden Linien endgültig und bildeten zwei getrennte Grafschaften. Die Stammburg Altweilnau und die dazugehörigen Flecken blieben in diezischem Besitz. Für die Weilnauer, ab sofort Neu-Weilnauer Linie genannt, erbauten die Diezer auf dem gegenüberliegenden Rödelnberg die Burg Neu-Weilnau, um die sich dann der Ort Neuweilnau entwickelte.
Bereits 1326 kamen Burg und Herrschaft Neuweilnau, einst von Heinrich gegründet, an die Grafen von Nassau. Mit Erlöschen der älteren Diezer Linie (Gerhard) im Mannesstamm 1388, ging die ganze Grafschaft in nassauische Hände über.

## Umzug nach Birstein und Ende
Heinrich II. von Weilnau nutzte die Burg nur wenige Jahre. Schon 1326 verlegte er seinen Sitz nach Birstein im südlichen Vogelsberg, wo er durch Heirat Rechte erworben hatte. Die Herrschaft Birstein war fuldischer Besitz, hervorgegangen aus dem fuldischen Zentgericht Reichenbach, und war zunächst an die Herren von Büdingen als Lehen gegangen. Von diesen hatten es die Herren von Trimberg geerbt, und im Jahre 1279 hatte Fürstabt Bertho IV. von Fulda Heinrich von Weilnau und dessen Frau Lukardis von Trimberg gemeinsam mit diesem Erbe ihrer Familie, dem „castrum birsenstein et Advochatiam in Richenbach“, belehnt.
Im gleichen Jahr erwarb zunächst Heinrichs Schwager Siegfried von Runkel, Propst des Stifts St. Severus in Gemünden im Westerwald, die Burg Neuweilnau und den übrigen verbliebenen Besitz der Weilnauer im Lahn-Taunus-Gebiet als Pfand, verkaufte die Burg aber noch im gleichen Jahr an Graf Gerlach I. von Nassau-Wiesbaden-Idstein-Weilburg.
Die Weilnauer Herrschaft in Birstein dauerte ebenfalls nicht lange. Bereits 1332 erwarb Heinrich II. von Ysenburg durch Heirat die Hälfte der Burg und Herrschaft Birstein, und 1438 ging der gesamte Rest, soweit er nicht bereits an die Herren von Stockheim oder die von Reifenberg gefallen oder verpfändet war, an Diether I. von Ysenburg, wiederum als fuldisches Lehen.

## Stammliste Diez-Weilnau

Wappen der Grafen von Weilnau

1. Heinrich II., Graf von Diez, (* um 1142; † 1189), Sohn von Embricho II., Graf von Diez und Demudis von Lauenburg; ⚭ Kunigunde von Katzenelnbogen, Tochter von Heinrich II. von Katzenelnbogen und Hildegard von Henneberg[2]
  1. Heinrich III. von Diez (* um 1180); ⚭ von Bolanden
    1. Philipp von Diez-Weilnau
    2. Heinrich IV. von Diez (* um 1226; † um 1234) auch (de Ditse), (de Wilnawe)
      1. Gerhard von Diez-Weilnau (* um 1234)
      2. Heinrich I. von Diez-Birstein, Graf von Weilnau, (* um 1234); ⚭ Luitgart von Trimberg († 1297)
        1. Hermann von Diez-Weilnau, (* um 1260), Domherr in Mainz
        2. Margareta von Diez-Weilnau, (* um 1250); ⚭ Siegfried V. von Runkel (* um 1250)
        3. Gerhard I., Graf von Diez-Weilnau, (* um 1265); ⚭ Isengard von Hanau
          1. Heinrich I., Graf von Diez-Weilnau, († 1342); ⚭ Mechthild von Isenburg (* um 1303; † um 1342)
            1. Eberhard von Diez-Weilnau
            2. Isengard von Diez-Weilnau, (* um 1312); ⚭ Johann von Kerpen (* um 1326)

          2. Reinhard, Graf von Diez-Weilnau, (* um 1282; † um 1344) ⚭ Margarete von Salza, (* um 1328; † um 1365)
            1. Gerhard II., Graf von Diez-Weilnau; ⚭ Margarete
              1. Heinrich IV., Graf von Diez-Weilnau, (* um 1389); ⚭ Margareta von Rodenstein, (* um 1405)
                1. Adolf, Graf von Diez-Weilnau, (* 1421; † 1451); ⚭ Margareta Gräfin von Schlitz gen. von Görtz
                2. Heinrich V., von Diez-Weilnau (* 1426; † vor 1438)
                3. Reinhard von Weilnau, (* 1424; † 1472), Fürstabt von Fulda von 1449 bis 1472
                4. Elisabeth von Diez-Weilnau; ⚭ Philipp von Herde
                5. Margarete von Diez-Weilnau
                6. Lorche von Diez-Weilnau
                7. Agnes von Diez-Weilnau

              2. Margarete von Diez-Weilnau; ⚭ I: Gottfried von Waldenstein; ⚭ II: Frowin von Hutten

            2. Margarete von Diez-Weilnau; ⚭ Conrad V. von Bickenbach; „der Jüngere“; (* 1362; † 4. Oktober 1393)[3]

          3. Elisabeth von Diez-Weilnau; ⚭ Conrad von Trimberg (* 1324)

        4. Heinrich III. von Diez-Weilnau (* 1249; † 1275)
        5. Albert, Graf von Diez-Birstein, (* um 1267), Domherr in Würzburg
        6. Elisabeth ⚭ Widekind II. von Battenberg
        7. Heinrich V. von Weilnau von Diez-Weilnau († 1313) Fürstabt von Fulda von 1288 bis 1313
        8. Adelheid von Diez-Weilnau; ⚭ Ludwig IV. von Frankenstein (* um 1284)
        9. Jutta von Diez-Weilnau; ⚭ I: Berthold I. von Castell; ⚭ II: Boppo I., Graf von Eberstein (* um 1295)
        10. Peter von Diez-Weilnau, (* um 1294), Domherr in Mainz

      3. Mathilde von Diez-Weilnau; ⚭ Konrad von Merenberg

    3. Gerhard von Diez-Weilnau (* um 1237)

  2. Bertoldus Comes de Dietze
  3. Dieter von Dietz (* um 1180)
  4. Gerhard II., Graf von Diez, (* um 1185)
    1. Gerhard III., Graf von Diez, (* um 1233)

## Wappen
Die Linie der Grafen von Dietz-Weilnau hat im Vergleich zu der Hauptlinie der Grafen von Dietz invertierte Farben:
Der Wappenschild in Gold zwei rote, blau bewehrte Leoparden (hersehende, schreitende Löwen) übereinander.
Helmzier wäre ein schwarzer Flug, beiderseits belegt mit einer wie der Schild tingierten Scheibe. Helmdecken rot-golden.
Hier steht der Schild für Reinhard Graf v. Diez-Weilnau (bis ca. 1333/1344).